# Prison de Koléa
La prison de Koléa est un établissement pénitentiaire algérien situé dans la commune de Koléa dans la wilaya de Tipaza. Elle est inaugurée en 2015, avec une capacité de 2 000 places.

## Historique
La prison de Koléa est une des 162 prisons que compte l'Algérie. En 2019, dans l'ensemble des prisons algériennes les prisonniers étaient au nombre de 65 000, en 2025 ils sont 95 000.
La prison de Koléa, construite par une entreprise chinoise, est implantée sur une superficie de 18 ha. Les travaux ont commencé en 2006, la prison est entourée de deux murs de ronde, un mur d'une longueur de 2,7 km pour une hauteur de 6 m et d'un autre d'une longueur de 1,8 km pour une hauteur de 8 m, équipés de 5 guérites. La prison est inaugurée en 2015.
La prison de Koléa est réputée pour détenir des dignitaires déchus. Mais des détenus de droit commun ou des individus accusés de terrorisme y sont aussi présents. Un pavillon est destiné aux femmes, la militante franco-algérienne Amira Bouraoui y a été emprisonnée en 2020.

## Détenus célèbres
- Abderazak el Para[1]
- Karim Tabbou (2019-2020)[6]
- Rachid Nekkaz (2019-2021)[7]
- Amira Bouraoui (2020)[1]
- Anis Rahmani (2020-)[8]
- Khaled Drareni (2020-2021)[9]
- Samir Belarbi (2020)[10]
- Ahmed Ouyahia (2020-)[11]
- Abdelmalek Sellal (2020-)[1],[11]
- Ali Haddad (2020-)
- Tayeb Louh (2021-)[1]
- Mahieddine Tahkout (2020-)
- Houda-Imane Faraoun (2021-)
- Mohamed Laid Benamor (2021-)[12]
- Ali Ghediri (2021-2025)[13]
- Mourad Oulmi (2021-)
- Rédha Kouninef (2021-)
- Khalida Toumi (2021-)
- Abdelghani Hamel (2021-)
- Numidia Lezoul (2022)
- Boualem Sansal (2024-)[14]
- Saïda Neghza (2025-) [15]